# David Samwell
David Samwell (15 ottobre 1751 – 23 novembre 1798) è stato un medico e poeta britannico.
Fu un importante sostenitore del movimento culturale gallese e fu soprannominato Dafydd Ddu Feddyg.

## Biografia
Samwell nacque da William Samuel, un religioso locale, a Nantglyn, un piccolo villaggio nel Denbighshire.Suo nonno Edward Samuel fu un famoso autore e poeta gallese.David divenne un medico per la Royal Navy e tra il 1776 e 1779 si imbarcò sulla HMS Resolution con il capitano James Cook.Durante il viaggio nel Pacifico scrisse delle sue esperienze e compose delle poesie.
Descrisse la morte di Cook per mano dei nativi sulle Sandwich Islands nel 1779.
Tra i suoi viaggi visse a Londra, dove si unì alla Gwyneddigion Society,un'organizzazione composta unicamente da gallesi.
Nel 1793 partecipò alle guerre rivoluzionarie francesi e venne preso prigioniero dall'esercito francese. Venne liberato nell'autunno 1798 e morì pochi giorni dopo.